# Kombinacja norweska na Mistrzostwach Świata w Narciarstwie Klasycznym 1954
Zawody w kombinacji norweskiej na XIV Mistrzostwach Świata w Narciarstwie Klasycznym odbyły się w dniach 16–17 lutego 1954 w szwedzkim Falun.

## Wyniki

### Skocznia normalna/18 km
- Data: 17 lutego 1954

| Medal | Zawodnik         | Państwo   | Wynik |
| ----- | ---------------- | --------- | ----- |
|       | Sverre Stenersen | Norwegia  | 461,1 |
|       | Gunder Gundersen | Norwegia  | 460,1 |
|       | Kjetil Mårdalen  | Norwegia  | 450,5 |
| 4     | Per Gjelten      | Norwegia  | 450,4 |
| 5     | Simon Slåttvik   | Norwegia  | 448,4 |
| 6     | Eeti Nieminen    | Finlandia | 447,5 |
| 7     | Johan Vanvik     | Norwegia  | 443,0 |
| 8     | Arne Barhaugen   | Norwegia  | 442,5 |
| 9     | Heikki Kiuru     | Finlandia | 440,4 |
| 10    | Eero Kemppainen  | Finlandia | 439,9 |